# АРП

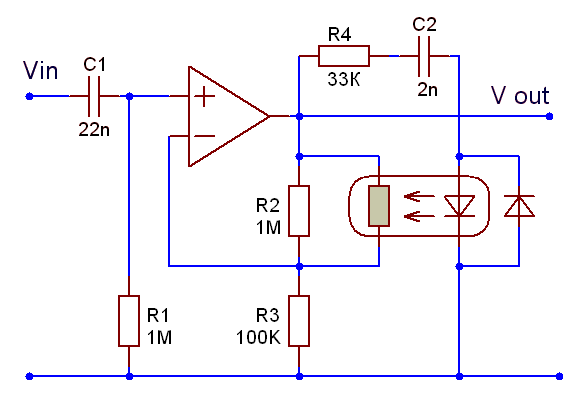
Приклад схеми АРП. Зворотний зв'язок через резистивний оптоізолятор

Автомати́чне регулюва́ння підси́лення (АРП, англ. automatic gain control, AGC) — система, яка автоматично змінює підсилення приймача електричних коливань при зміні напруги сигналу на його вході. У радіоприймачах АРП іноді називають автоматичним регулюванням гучності (АРГ), а в приймачах дротового зв'язку — автоматичним регулюванням рівня. У радіолокаційних та інших імпульсних приймачах застосовують АРП, які враховують особливості роботи в імпульсному режимі.
У більшості випадків напруга сигналів, що надходять на вхід приймача, значно змінюється через розходження потужностей передавачів і відстаней їх від місця прийому, завмирань сигналів при розповсюдженні, різкої зміни відстаней і умов прийому між передавачем і приймачем, встановленими на рухомих об'єктах (літаках, автомобілях і т.д.), та інших причин. Ці зміни призводять до неприпустимих коливань або спотворень сигналів в приймачі. Дія АРП направлена на значне зменшення змін напруги вихідних сигналів приймача в порівнянні з вхідними.

## Історія
У 1925 році Гарольд Олден Уїлер винайшов автоматичне регулювання гучності (АРГ) і отримав патент. Карл Кюпфмюллер видав аналіз систем АРП в 1928. На початку 1930-х всі побутові радіоприймачі мали автоматичне регулювання гучності.

## Застосування
АРП застосовується для запобігання перевантаження вихідних каскадів приймачів при великих вхідних сигналах. Використовується в побутовій апаратурі, в приймачах супутників зв'язку тощо. Також існує ручне регулювання посилення (РРП), яке виконується на пасивних або активних (електронних) радіоелементах або за допомогою атенюаторів. 